# Cenlle
Cenlle és un municipi de la província d'Ourense a Galícia. Pertany a la Comarca do Ribeiro.
| 4.047 | 5.115 | 5.334 | 2.342 | 1.575 |
| Fonts: INE i IGE (Els criteris de registre censal variaren i les dades de l'INE i de l'IGE poden no coincidir.) |       |       |       |       |

## Parròquies
- A Barca de Barbantes (Santo Antonio)
- Cenlle (Santa María)
- Esposende (Santa Mariña)
- Laias (Santa Baia)
- Osmo (San Miguel)
- A Pena (San Lourenzo)
- Razamonde (Santa María)
- Sadurnín (San Xoán)
- Trasariz (Santiago)
- Vilar de Rei (San Miguel)

## Persones de Cenlle
- Clodio González Pérez
- Eulogio Gómez Franqueira
- Xosé Lois González Vázquez, creador de Carrabouxo
- Rodrigo Cortés Giráldez, director, actor, productor i guionista